# Alphonse X
Pour les articles homonymes, voir Alphonse et Le Sage.
Alphonse X, dit « Alphonse le Sage » ou « Alphonse le Savant » (en espagnol : Alfonso el Sabio), né le 23 novembre 1221 à Tolède et mort le 4 avril 1284 à Séville, est un chroniqueur et un prince de la maison d'Ivrée, fils de Ferdinand III de Castille et de Béatrice de Souabe. Il fut roi de Castille et León de 1252 jusqu'à sa mort et, élu roi des Romains, également antiroi de Germanie de 1257 à 1273. Il est particulièrement connu pour sa « littérature », un ensemble de productions culturelles et scientifiques variées produites à sa demande par différents savants de son temps. Également compositeur important de la période médiévale, il a participé aux Cantigas de Santa Maria rédigés en galicien.

## Biographie
Né le 23 novembre 1221, à Tolède dans le palais de Galiana, Alphonse est le fils aîné du roi saint Ferdinand III (1199-1252), souverain de Castille (1217-1252) et de León (1230-1252), et de son épouse Béatrice (1205-1235), fille de Philippe de Souabe, roi des Romains (1198-1208), issue de la maison de Hohenstaufen.

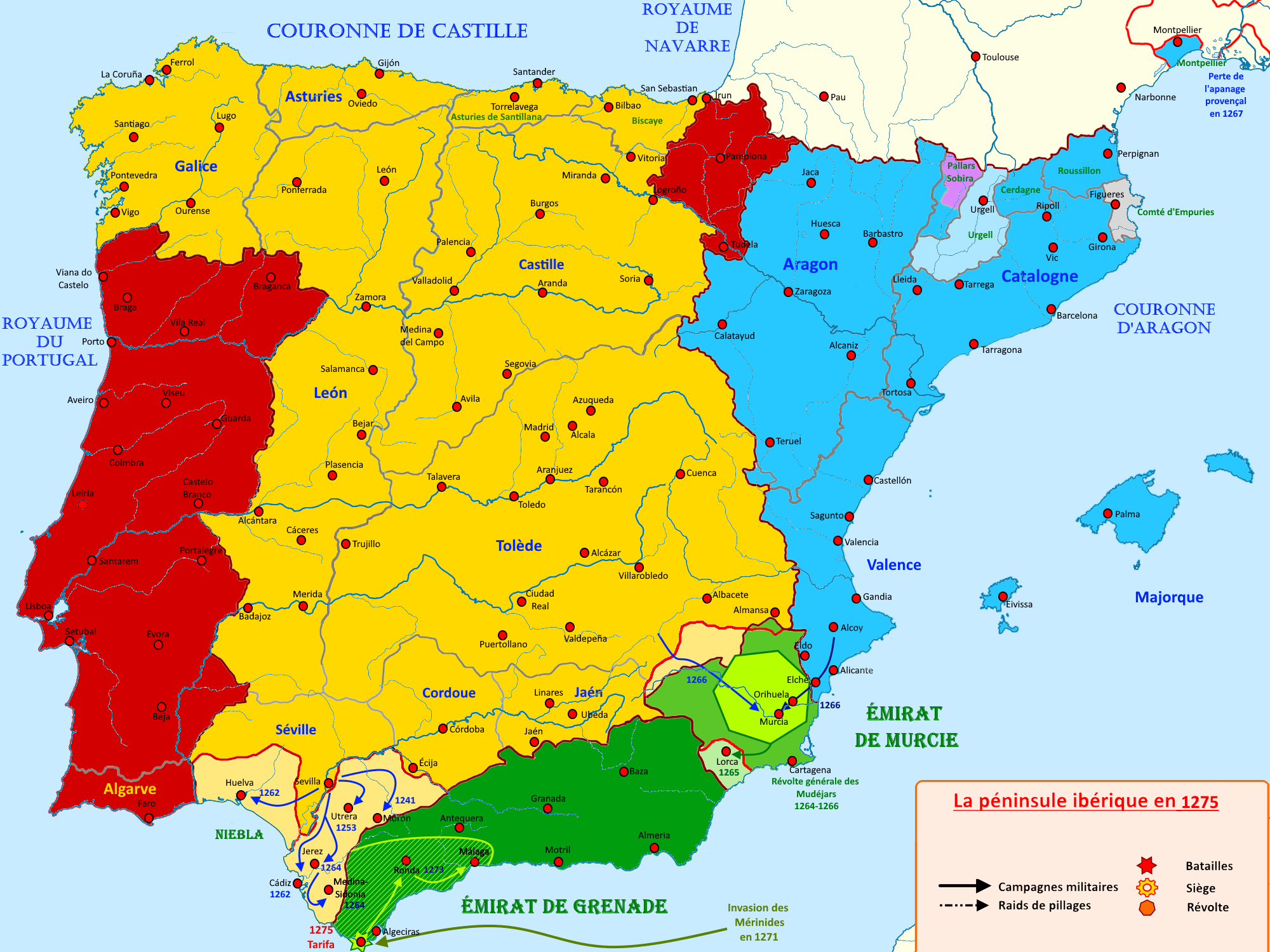
La Couronne de Castille et León (en jaune) de 1250 à 1275.

Élevé dans le nord de la province de Burgos, il garda toujours une grande affection pour la vieille capitale wisigothique. À quinze ans, il est aux côtés de son père au siège de Cordoue, une avancée importante dans la conquête (Reconquista) de l'Andalousie ayant abouti à la fin des Almohades. Il épouse en 1249 la princesse Yolande d'Aragon, fille du roi d'Aragon, Jacques Ier le Conquérant.
Après le décès de son pére, le 30 mai 1252, il monte sur le trône de Castille, et se trouve très vite confronté à la tentation impériale. Ses frères cadets Fadrique (es) et Henri de Castille, qui acceptent mal son autorité, s'exilent. Le premier est exécuté à son retour en Espagne en 1277, le second, après avoir gouverné la ville de Rome, reste captif en Italie jusqu'en 1291.
Parent par sa mère de la maison des Hohenstaufen, Alphonse s'empare de la couronne du Saint-Empire durant le Grand Interrègne qui suit la destitution de l'empereur Frédéric II en 1245. Lors de la double élection du roi des Romains en 1257, à la suite de la mort de Guillaume de Hollande, il obtint quatre voix, un nombre égal à celui obtenu par son rival Richard de Cornouailles quelques mois auparavant. Tous deux portent le titre de roi des Romains, sans être jamais en mesure de lancer une expédition romaine afin de se faire couronner empereur par le pape. La nomination unanime de Rodolphe Ier de Habsbourg en 1273 mit un terme à cette situation.
En 1260, il lance un raid contre Salé, dans le sultanat des Mérinides, qui est le plus grand massacre dans l'histoire de la ville.
Son fils aîné Ferdinand de la Cerda étant mort prématurément en 1275, il est contraint de léguer sa couronne de Castille à son deuxième fils Sanche IV le Brave (lequel avait pourtant été en révolte contre son père), et cela au détriment des droits des fils de Ferdinand. De plus, il entre en conflit avec le roi de France Philippe III le Hardi qui apparaît comme défenseur des intérêts de sa sœur Blanche, veuve de Ferdinand. En 1282, Sanche se révolte ouvertement contre son père et se fait reconnaître régent de Castille et León. Alphonse X meurt en 1284, seul et abandonné à Séville.

## Apports intellectuels et culturels
Alphonse X fut une personnalité hautement érudite qui fit travailler à Tolède des savants et traducteurs juifs, chrétiens et musulmans sur les sujets suivants :

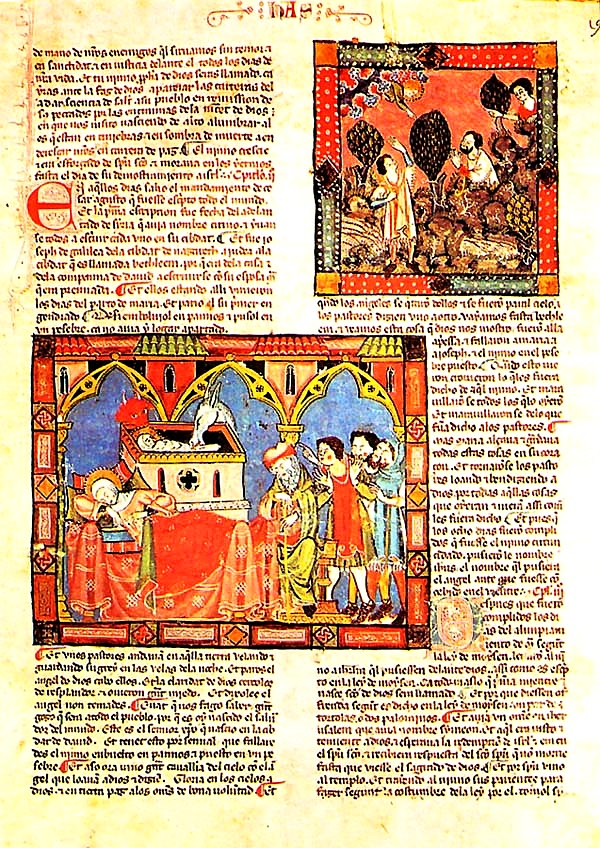
Grande Histoire Générale, de Alphonse X le Sage (Tolède, Espagne). Manuscrit de la bibliothèque de l'Excorial.

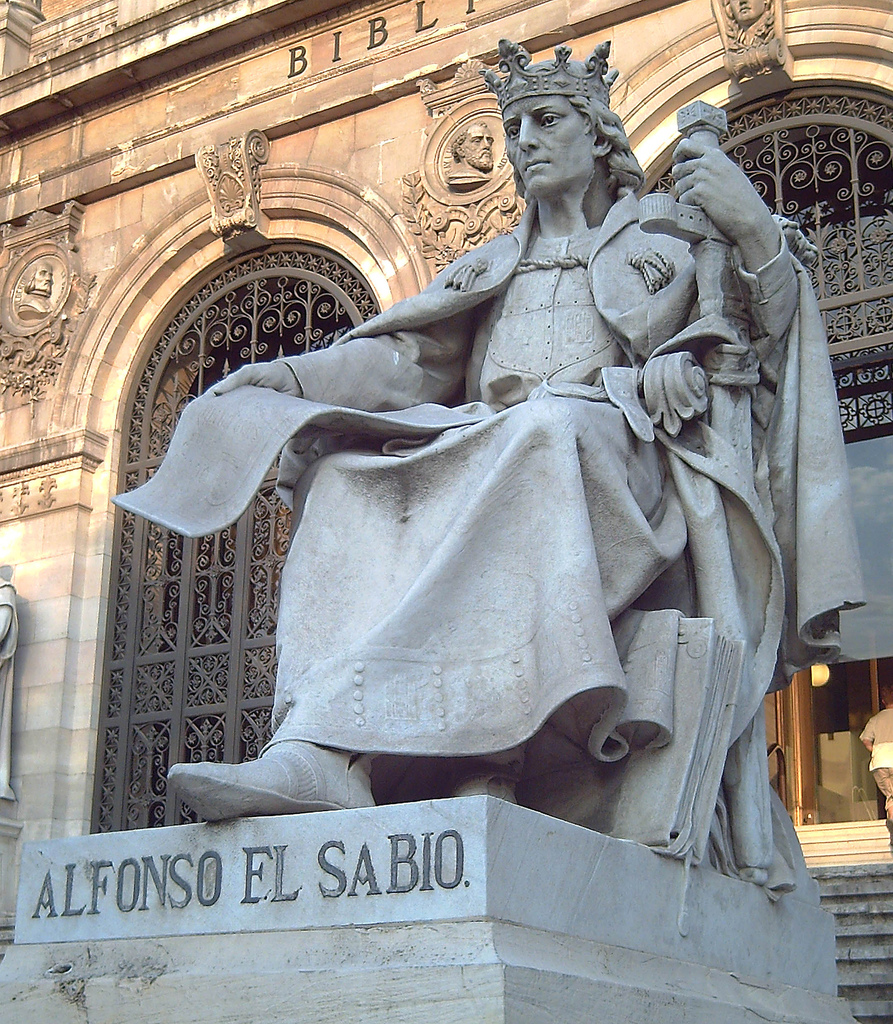
Statue d'Alphonse X à Madrid, devant la Bibliothèque nationale d'Espagne. (J. Alcoverro, 1892).

- législation, avec le Fuero Real (es) (« For royal ») et les Siete Partidas (« Sept parties »), qui officialise l'usage du castillan ;
- astronomie, avec la composition des Tables alphonsines ; et Astrologie, avec le Libros del saber de astronomia et le Libro de las cruzes ;
- histoire, avec la compilation de la General estoria (« Histoire générale ») et de la Estoria de España (« Histoire d'Espagne ») ;
- jeux, avec El libro de ajedrez, dados e tablas (« Le livre des échecs, dés et tables »), richement illustré ;
- poésie et musique, avec les Cantigas de Santa Maria rédigés en galicien et richement illustrés, auxquels il contribua ;
- fables, avec la traduction sous le nom de Calila y Dimna du recueil de fables arabes Kalîla wa Dimna, lui-même issu du Pañchatantra indien ;
- l'Islam, avec, en 1263, la traduction en castillan (par Abraham Alfaquín) et en latin (par (Bonaventure de Sienne) du Kitab al-Miraj (en)[2].

## Mariage et descendance
Alphonse a une fille illégitime avec Mayor Guillén de Guzmán (en) :
- Béatrice de Castille (1242-1303), épousa en 1254 Alphonse III, roi de Portugal.

De son mariage avec Yolande d'Aragon sont nés onze enfants :
- Bérengère de Castille (1253-1300). Elle a été proclamée héritière du royaume en 1254, mais la naissance de son frère Ferdinand l'a ajournée. Elle était promise à Louis de France, fils et héritier de Louis IX, mais ils n'ont pu se marier à cause de la mort prématurée du futur en 1260. C'est la seule des enfants légitimes du roi qui soit restée à ses côtés durant la rébellion de l'infant Sanche ;
- Béatrice de Castille (1254-1286) ; elle s'est mariée en 1271, à Murcie avec le marquis Guillaume VII de Montferrat (vicaire général d'Alphonse X dans le Saint-Empire romain germanique) ;
- Ferdinand de la Cerda (1255-1275). Héritier du trône de Castille, il s'est marié en 1269 avec Blanche de France, fille de Saint Louis, dont il a eu deux fils. Sa mort prématurée a permis à son frère Sanche de devenir roi. Il est enterré au monastère royal de las Huelgas de Burgos ;
- Léonore de Castille (es) (1256-1275) ;
- Sanche IV de Castille (1258-1295), roi de Castille à la mort d'Alphonse X le Sage, et, après la mort d'Alphonse IX, roi de León. Enterré dans la cathédrale Sainte-Marie de Tolède ;
- Constance de Castille (1259-1280) (es), nonne au monastère royal de las Huelgas de Burgos et enterrée là ;
- Pierre de Castille (ca 1260-1283) (es) (1260-1283). Père de Sanche de Castille «el de la Paz» (es). Il a été enterré dans le couvent des Franciscains de Valladolid (es), aujourd'hui disparu ;
- Juan de Castille el de Tarifa (es) (1262[3]-1319), marié avec María Díaz de Haro, fille de Lope Diaz III de Haro, Seigneur de Biscaye. Il est le père de Don Juan el Tuerto. Il est mort lors du désastre de la Vega de Grenade (es) et est enterré dans la cathédrale Sainte-Marie de Burgos ;
- Isabelle de Castille et Aragon (1263-1264). Morte enfant ;
- Yolande de Castille (1265-?), s'est mariée avec Diego Lopez V de Haro, Seigneur de Biscaye ;
- Jaime de Castille (es) (1267-1284). Seigneur de los Cameros.